# Lenartov
Lenartov este o comună slovacă, aflată în districtul Bardejov din regiunea Prešov. Localitatea se află la altitudinea de 468 m deasupra n.m., se întinde pe o suprafață de 14,78 km2 și în 2017 număra 1.136 de locuitori.

## Istoric
Localitatea Lenartov este atestată documentar din 1427.

## Demografie
| An:                | 1994 | 2004    | 2014    | 2024 |
| ------------------ | ---- | ------- | ------- | ---- |
| Număr de persoane: | 786  | 984     | 1100    | 1232 |
| Diferență:         |      | +25,19% | +11,78% | +12% |

| An:                | 2023 | 2024   |
| ------------------ | ---- | ------ |
| Număr de persoane: | 1217 | 1232   |
| Diferență:         |      | +1,23% |